# Bridgertonowie (cykl książkowy)
Bridgertonowie – cykl składający się z ośmiu książek autorstwa Julii Quinn. To romanse historyczne, których akcja dzieje się w okresie brytyjskiej regencji. Był wydawany w latach 2000-2006. Opowiada o losach ośmiorga rodzeństwa ze szlacheckiego rodu Bridgerton. Na podstawie serii powstał serial pod tym samym tytułem.

## Książki w serii
| Numer w serii | Tytuł polski           | Oryginalny tytuł            | Pierwsze oryginalne wydanie | Pierwsze polskie wydanie                                                        | Uwagi                                                         |
| ------------- | ---------------------- | --------------------------- | --------------------------- | ------------------------------------------------------------------------------- | ------------------------------------------------------------- |
| 1             | Mój książę             | The Duke and I              | Wydawnictwo Avon, 2000      | Wydawnictwo Pol-Nordica, 2000, tłum. Wiesław Lipowski, ISBN 83-7264-013-0       | Pierwsze polskie wydanie ukazało się pod tytułem Książę i ja. |
| 2             | Ktoś mnie pokochał     | The Viscount Who Loved Me   | Wydawnictwo Avon, 2000      | Wydawnictwo Amber, 2014, tłum. Agnieszka Kowalska, ISBN 978-83-252-2261-1       |                                                               |
| 3             | Propozycja dżentelmena | An Offer from a Gentleman   | 2001                        | Wydawnictwo Amber, 2014, tłum. Agnieszka Kowalska, ISBN 978-83-252-2264-2       |                                                               |
| 4             | Miłosne podchody       | Romancing Mister Bridgerton | 2002                        | Wydawnictwo Pol-Nordica, 2005, tłum. Aleksandra Jagiełowicz, ISBN 83-7264-304-0 |                                                               |
| 5             | Oświadczyny            | To Sir Phillip, With Love   | 2003                        | Wydawnictwo Pol-Nordica, 2005, tłum. Anna Reszka, ISBN 83-7264-300-8            |                                                               |
| 6             | Grzesznik nawrócony    | When He Was Wicked          | 2004                        | Wydawnictwo Amber, 2010, tłum. Maria Wójtowicz, ISBN 978-83-241-3800-5          |                                                               |
| 7             | Magia pocałunku        | It's In His Kiss            | 2005                        | Wydawnictwo Amber, 2005, tłum. Maria Wójtowicz, ISBN 978-83-241-3048-1          |                                                               |
| 8             | Ślubny skandal         | On the Way to the Wedding   | 2006                        | Wydawnictwo Amber, 2008, tłum. Agnieszka Dębska, ISBN 978-83-241-3196-9         |                                                               |